# Ferrocarril de Festiniog
El Ferrocarril de Ffestiniog (en galés: Rheilffordd Ffestiniog) es un tren histórico de vía estrecha (23 1/2 plg (597 mm)) ubicado en la autoridad unitaria de Gwynedd, Gales. Es una importante atracción turística, y está ubicado principalmente dentro del parque nacional de Snowdonia. 
El tendido del ferrocarril mide aproximadamente 13,5 millas (21,7 km) y se extiende desde el puerto de Porthmadog hasta la ciudad de las canteras de pizarra de Blaenau Ffestiniog, atravesando paisajes boscosos y montañosos. La línea es de una sola vía con cuatro puntos intermedios de cruce entre trenes. La primera milla de la línea que sale de Porthmadog lo hace sobre un dique denominado The Cob, que cierra el pólder de Traeth Mawr. 
La Compañía del Ferrocarril de Ffestiniog, propietaria del ferrocarril, es la compañía de ferrocarril superviviente más antigua del mundo. También posee el Ferrocarril de las Tierras Altas de Gales, reabierto plenamente en 2011 como tren turístico. Los dos ferrocarriles son del mismo ancho de vía y comparten la  estación de Porthmadog, con algunos trenes que ocasionalmente recorren las 40 millas (64 km) de la ruta completa desde Blaenau Ffestiniog hasta Caernarfon.

## Historia
La compañía ferroviaria es conocida como la "Ffestiniog Railway Company" (Compañía Ferroviaria de Ffestiniog). La grafía con una sola F figura en el título oficial de la compañía en la Ley (2 William IV cap. 48) que creó el ferrocarril. Es la compañía ferroviaria original en activo más antigua del mundo (aunque no es la que lleva más tiempo en servicio, un registro que corresponde al Ferrocarril de Middleton, en West Yorkshire). La compañía fue fundada por una Ley del Parlamento datada el 23 de mayo de 1832, con capital mayoritariamente captado en Dublín por Henry Archer, primer secretario y director gerente de la compañía. La mayoría de los ferrocarriles británicos se fusionaron en cuatro grandes grupos en 1921, reagrupados de nuevo tras la creación de British Railways en 1948, pero la Compañía del Ferrocarril de Festiniog, como la mayoría de los ferrocarriles de vía estrecha, permaneció independiente. En 1921, su independencia se debió a influencias políticas, mientras que en 1947 quedó fuera de la organización general de los ferrocarriles británicos porque estaba cerrado al tráfico, a pesar de las fuertes presiones locales para que se incluyera. 
Varios desarrollos importantes en la historia temprana del ferrocarril se celebraron con el disparo de tracas de roca (una tradición minera que consiste en realizar voladuras controladas con pólvora) en varios puntos a lo largo de la línea. Se dispararon algunas de estas voladuras, por ejemplo, para marcar la colocación de la primera piedra en Creuau en 1833, para la apertura del ferrocarril en 1836, y para la apertura del túnel Moelwyn en 1842. La aprobación de una Ley posterior para el ferrocarril también vio una de estas celebraciones, aunque en aquella ocasión uno de los operarios que estaba ayudando a disparar las cargas de pólvora en Boston Lodge, perdió los dedos de una mano en un accidente.

### Tiros de caballos y descenso por gravedad

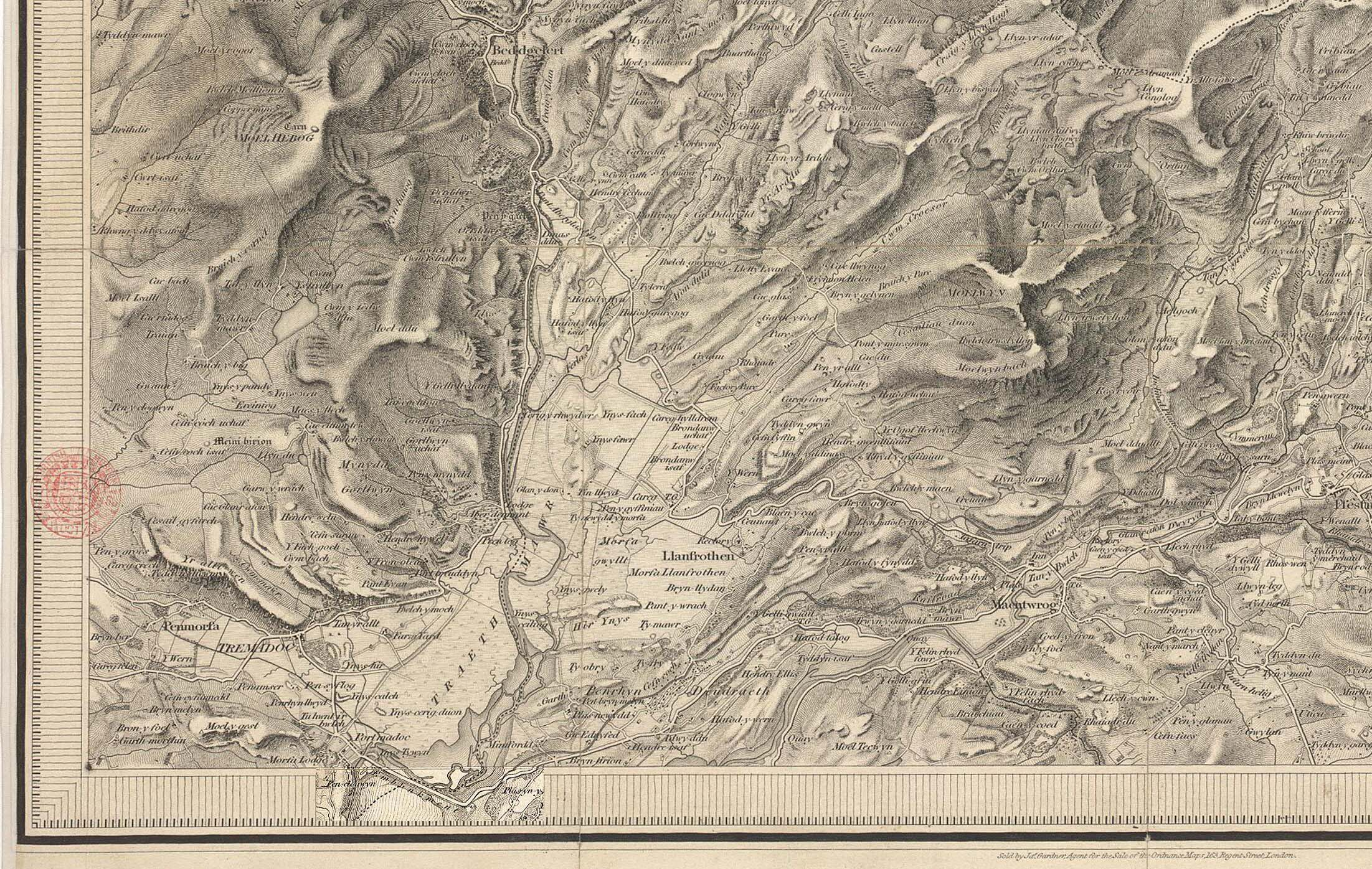
Mapa de una pulgada (escala 1:63.360; para la que una pulgada en el mapa corresponde a una milla en la realidad) de la ruta del ferrocarril de Ffestiniog alrededor de 1840, que muestra el plano inclinado que se utilizó hasta que se construyó el túnel de Moelwyn en 1842

La línea se construyó entre 1833 y 1836 para transportar pizarra desde las canteras alrededor de la ciudad interior de Blaenau Ffestiniog hasta la ciudad costera de Porthmadog, donde era cargada en barcos. El ferrocarril se proyectó de manera que los carros cargados pudieran descender por gravedad (cuesta abajo) desde Blaenau Ffestiniog hasta el puerto. Los carros vacíos eran transportados cuesta arriba por caballos, que a su vez acompañaban a los trenes que descendían en unos carros especiales denominados "dandy". Para lograr esta pendiente continua (de aproximadamente 1:80 durante gran parte del camino), la línea siguió contornos naturales y empleó desmontes y terraplenes construidos con bloques de piedra y pizarra sin mortero. Antes de la finalización en 1842 de un largo túnel a través de la montaña de Moelwyn, los trenes de pizarra remontaban planos inclinados (diseñados por Robert Stephenson) mediante un sistema de cables, cuyo emplazamiento todavía se puede ver, aunque sus restos casi han desaparecido por completo. 
Charles Easton Spooner, quien sucedió a su padre, fue Gerente y Secretario del ferrocarril durante 30 años, coincidiendo con un período de gran actividad. Por ejemplo, se sabe que el 16 de septiembre de 1856 había previstos seis trenes diarios en cada dirección. Las salidas desde la Terminal de la Cantera (más tarde conocida como Dinas, a veces como Rhiwbryfdir o Rhiw) eran a las 7:30, 9:28, 11:16, 1:14, 3:12 y 5:10. Los trenes esperaban diez minutos en las estaciones intermedias llamadas Tunnel Halt, Hafod y Llyn y Rhiw Goch. El tiempo de viaje más rápido desde Quarry Terminus hasta Boston Lodge era de 1 hora y 32 minutos, incluidas tres paradas. Desde Boston Lodge, los vagones de pizarra eran arrastrados hacia y desde el puerto de Porthmadog por caballos. Los trenes ascendentes tardaban casi seis horas desde Boston Lodge hasta Quarry Terminus y cada tren recorría cuatro secciones, en cada una transportado por un caballo distinto y que estaba formado por ocho vagones de pizarra vacíos más un "dandy" de caballos. Este horario suponía una capacidad anual máxima de 70.000 toneladas de pizarra. Dos guardafrenos viajaban en cada tren descendente, controlando la velocidad mediante la aplicación de los frenos según fuese necesario. Al pasar por los apartaderos de cruce, los trenes se desviaban a la derecha, lo que sigue siendo una característica de la manera de operar del Ferrocarril de Ffestiniog. 
Existe evidencia de que se transportaban pasajeros al menos desde 1850, aunque sin la conformidad de la Cámara de Comercio. Estos viajes eran los mismos que estaban organizados para el servicio de las canteras. 
La parada de Hafod y Llyn fue reemplazado por la de Tan y Bwlch alrededor de 1872. La estación de Dinas (Rhiw) y gran parte de esta rama ahora está casi enterrada bajo los desechos de pizarra; El resto de la rama de Dinas se eliminó alrededor de 1954-1955. También existen lugares llamados Hafod y Llyn Isaf y Dinas en el Ferrocarril de las Tierras Altas de Gales (aunque a 10 millas (16,1 km) o más al noroeste del ferrocarril de Festiniog), lo que ocasionalmente da lugar a confusiones. 

#### Fuerza policial
El ferrocarril empleaba un solo oficial de policía. La documentación de la Junta de Comercio de 1884 muestra que un inspector de policía tenía su sede en la oficina central de la compañía. En tiempos más recientes, la Policía de Transporte británica hizo gestiones amistosas y fue informada cortésmente de que el FR tenía poderes para nombrar a sus propios agentes jurados.

### Trenes de vapor y descenso por gravedad

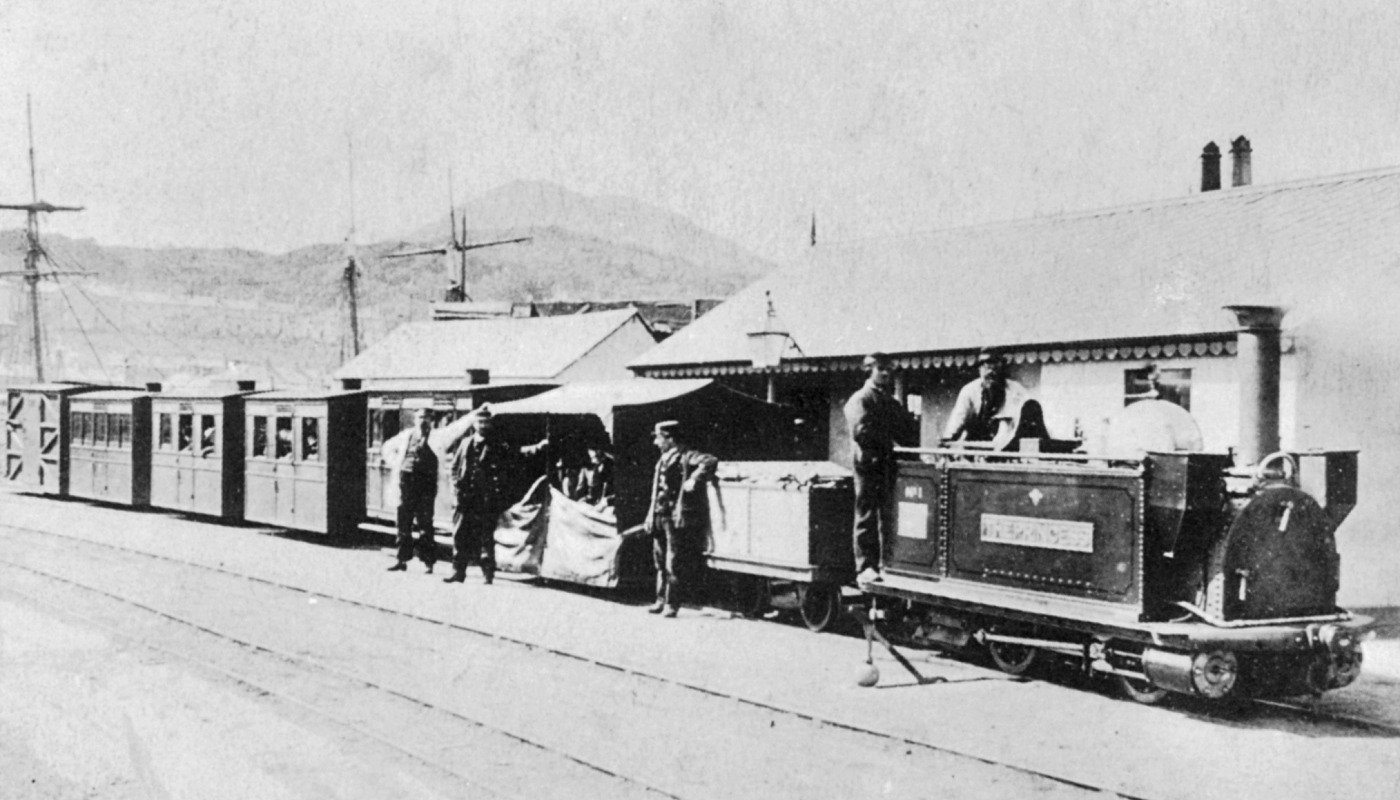
Locomotora George England "The Princess" con un tren de pasajeros en la estación del puerto de Porthmadog (hacia 1870)

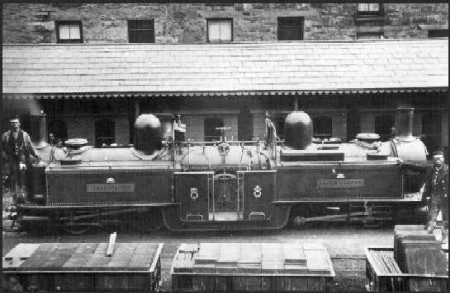
Locomotora doble Fairlie James Spooner

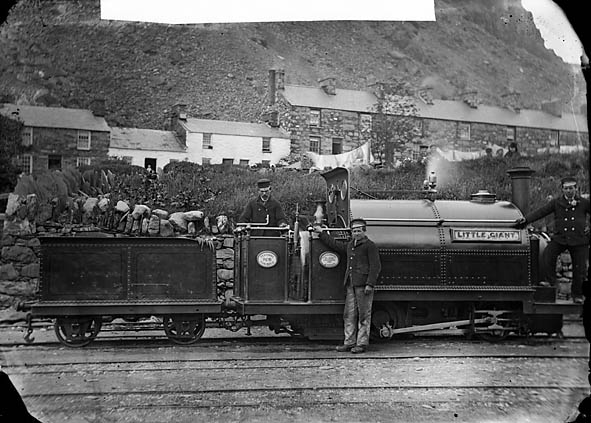
Locomotora "Little Giant". Ferrocarril de Ffestiniog, hacia 1875

A finales de la década de 1850 se hizo evidente que la línea estaba alcanzando su máxima capacidad operativa, mientras que la producción de las canteras de pizarra de Blaenau Ffestiniog continuó aumentando. En 1860, la dirección de la compañía comenzó a investigar la posibilidad de introducir locomotoras de vapor para aumentar la capacidad de carga del ferrocarril. Aunque las locomotoras de vapor de vía estrecha se habían probado anteriormente, muy pocas se habían construido para una medida tan estrecha. En 1862, la compañía anunció a los fabricantes la licitación para construir las primeras locomotoras de la línea. En febrero de 1863, se aceptó la oferta de George England and Co. y se inició la producción de las primeras locomotoras. 
La primera de estas locomotoras, Mountaineer fue entregada en Porthmadog el 18 de julio de 1863, seguida unos días después por The Princess. Después de varias pruebas y algunas modificaciones (especialmente la adición de domos) a la locomotora, el primer tren oficial circuló el 23 de octubre de 1863. Estas locomotoras de vapor del tipo 0-4-0 permitieron la circulación de trenes de pizarra mucho más largos, lo que también permitió la introducción oficial de trenes de pasajeros en 1865: el Ffestiniog fue el primer ferrocarril de vía estrecha en Gran Bretaña en transportar pasajeros. En 1869 se introdujo la primera locomotora articulada Fairlie doble de la línea. Estas máquinas de doble cabecera se han convertido desde entonces en una de las características más reconocibles del Ferrocarril de Festiniog. 
Los trenes descendentes continuaron funcionando completamente por gravedad, pero los viajes más rápidos y los trenes más largos aumentaron la capacidad de la línea. Un nuevo horario (con fecha de octubre de 1863) muestra seis salidas diarias desde cada terminal a intervalos de dos horas, comenzando a las 7:00 a. m. y tardando 1 hora y 50 minutos incluyendo paradas (un total de 20 minutos) en Tanygrisiau, Hafod-y-Llyn y Penrhyn. Los trenes se cruzaban solo en Hafod-y-Llyn (desde 1872 Tan-y-Bwlch ). Cuando comenzaron los servicios de pasajeros, la práctica habitual era que los trenes transportados por locomotoras constaran de mercancías generales y vagones de pizarra, seguidos de vagones de pasajeros, y con los vagones de pizarra vacíos con los frenos. Los trenes descendentes circulaban en hasta cuatro porciones separadas (desacopladas): vagones de pizarra cargados, vagones de mercancías, vagones de pasajeros y la luz de marcha de la locomotora. Este método de operación inusual e intensivo en mano de obra era muy peligroso, al menos en lo que respecta a los pasajeros. En consecuencia, las secciones de pasajeros y de mercancías se combinaron en un solo tren encabezado por la locomotora. 
Los trenes de pizarra cargados continuaron operando por gravedad hasta el final de los servicios de pasajeros en 1939. Los trenes de pizarra finalmente se hicieron muy largos: los trenes de menos de ochenta vagones de pizarra llevaban dos frenos, pero los de más de ochenta vagones (y esto se hizo común) requerían tres frenos. Aproximadamente solo un vagón de cada seis estaba equipado con un freno. Los trenes continuaron cruzándose en Tan-y-Bwlch y, en menor medida, en Minffordd. El horario de verano de 1900 tenía nueve trenes diarios en cada dirección y los trenes se habían reducido su tiempo de recorrido a una hora desde Porthmadog a Duffws, incluidas las paradas en Minffordd, Penrhyn, Tan-y-Bwlch, Dduallt (a solicitud), Tanygrisiau, Blaenau (LNWR) y Blaenau (GWR) Velocidades superiores a 40 mph (64,4 km/h) eran entonces normales.
Los coches de pasajeros originales (algunos de los cuales se conservan) eran pequeños vehículos de cuatro ruedas con un centro de gravedad muy bajo, lo que llevó a que se los apodara 'cajas de bichos'. En 1872, se introdujeron los primeros vagones con bogies que operaron en Gran Bretaña, Nos 15 y 16, que también fueron los primeros coches con bogies con bastidor de hierro en el mundo (todavía están en servicio). El freno de vacío continuo se instaló en 1893. La línea estaba completamente señalizada con telégrafo eléctrico y presencia de revisores y taquilleros. El equipo eléctrico para los agentes del ferrocarril se introdujo en 1912 y continúa en uso hasta nuestros días. 

### Disminución de la pizarra y desarrollo del turismo

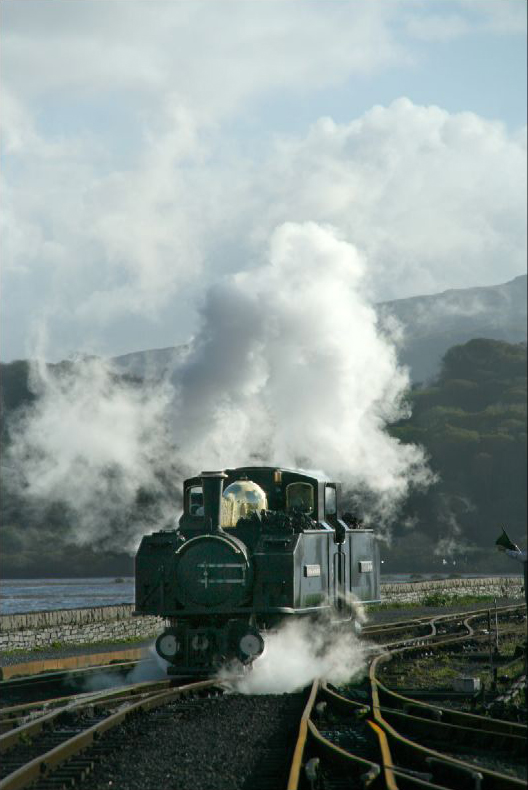
Locomotora Earl of Merioneth en Porthmadog

En la década de 1920, la demanda de pizarra como material para los tejados disminuyó debido a la llegada de materiales más nuevos y a la pérdida del comercio exterior durante la Primera Guerra Mundial. Como resultado, el ferrocarril sufrió una disminución gradual del tráfico. 
En 1921, la Corporación de Aluminio de Dolgarrog en el Valle de Conwy compró por 40.000 libras (1 890 000 libras en 2021), una participación controladora en el Ferrocarril de Festiniog. Henry Jack fue elegido presidente y la administración financiera de la compañía se trasladó a Dolgarrog. Jack también fue presidente del nuevo Ferrocarril de las Tierras Altas de Gales. Jugó un papel decisivo para obtener el respaldo del gobierno para su propuesta de que ambos ferrocarriles fuesen administrados conjuntamente desde Porthmadog, con el mantenimiento realizado en Boston Lodge y con otras economías de escala. En 1923 se conectaron las dos líneas en una estación llamada "Portmadoc New". La línea del Tierras Altas dependía casi totalmente del turismo, pero esta faceta se desarrolló muy lentamente debido a varias razones: dos crisis a principios de los años veinte y principios de los treinta; el aumento del tráfico rodado, incluidos los charabanc (carruajes de bancos corridos tirados por caballos); y la poca fiabilidad del ferrocarril con sus (incluso entonces) vagones antiguos y locomotoras cada vez más decrépitas.

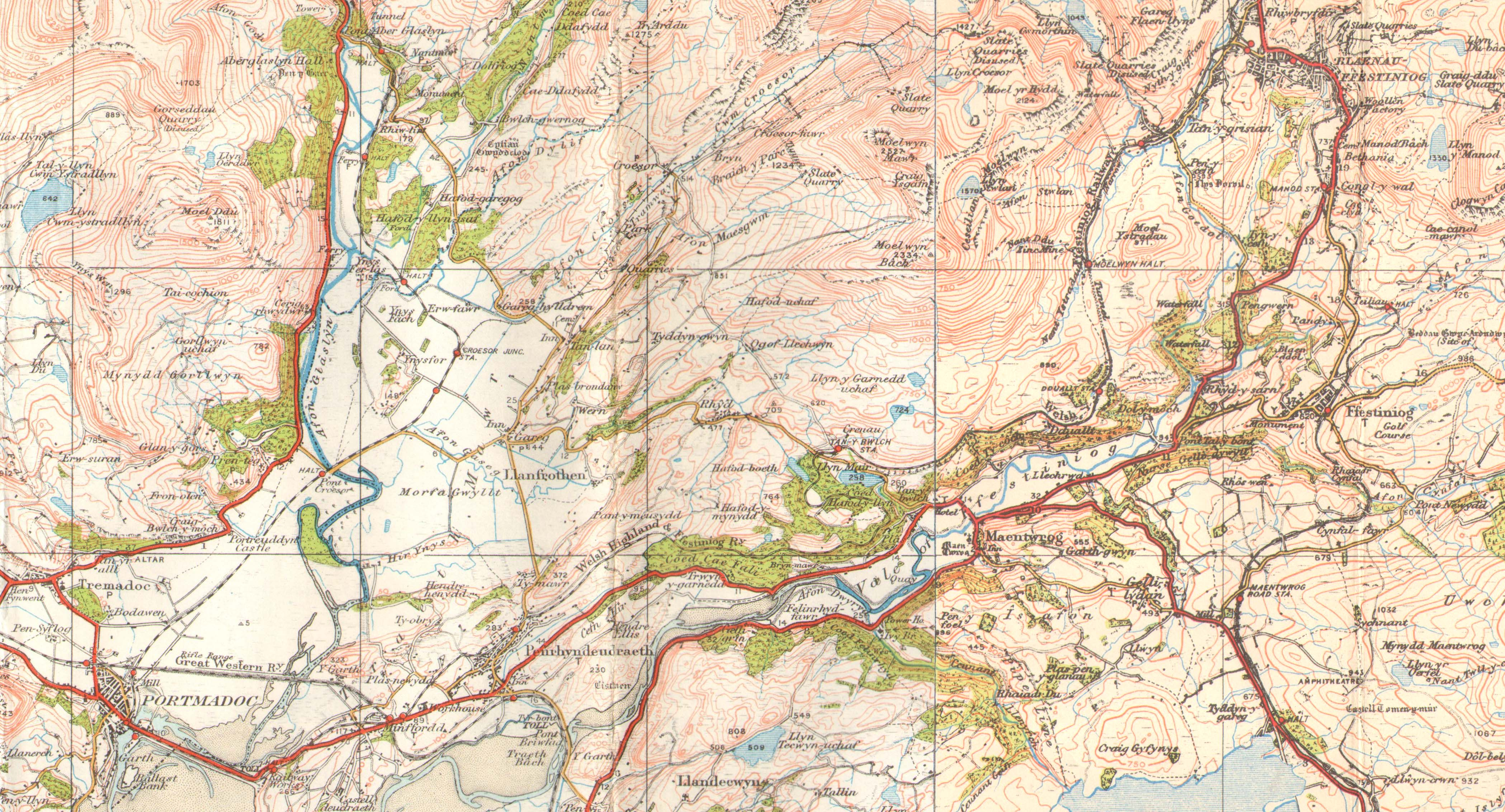
Mapa de una pulgada de 1921-2, que muestra la ruta del 'Ferrocarril de las Tierras Altas de Gales & Ffestiniog'

Las líneas del Festiniog y del Tierras Altas de Gales se comenzaron a explotar como ferrocarriles ligeros para reducir los gastos generales de operación. En 1923, para obtener experiencia adicional en este campo, se nombró ingeniero a tiempo parcial al coronel H. F. Stephens para ambas compañías. Stephens se convirtió en presidente y director general de las dos compañías en 1924. Cuando la línea de las Tierras Altas de Gales entró en quiebra en 1927, el coronel Stephens fue designado como Administrador Judicial, trasladándose la sede de las empresas ferroviarias a Tonbridge, en Kent. La suerte del Tierras Altas de Gales no pudo mejorar a pesar de los grandes esfuerzos realizados, y se declaró en bancarrota en 1933. Para proteger sus inversiones, los copropietarios de ambas compañías dispusieron las cosas para el Festiniog arrendase el servicio del Tierras Altas. Sin embargo, las pérdidas de este último continuaron con la pérdida del tráfico de pizarra de Moel Tryfan en 1935, y se cerró a los pasajeros al final de la temporada de 1936 y a las mercancías en 1937. 
El Ferrocarril de Festiniog continuó operando su tráfico de pizarra, un tren de trabajadores durante la semana durante todo el año y un servicio de pasajeros turísticos de verano. Los servicios ordinarios de pasajeros cesaron el 15 de septiembre de 1939, poco después del estallido de la Segunda Guerra Mundial. El servicio de pasajeros de los trabajadores funcionó por última vez el sábado 16 de septiembre de 1939. Los trenes de pizarra fueron operados a partir de entonces tres días a la semana, pero la operación por gravedad se suspendió. El tráfico de pizarra cesó el 1 de agosto de 1946, excepto la sección desde Duffws hasta el patio del noroeste a través del centro de Blaenau Ffestiniog, que fue arrendado el 7 de octubre de 1946 a los propietarios de las canteras. Esto proporcionó un pequeño respiro a la compañía ferroviaria, que retuvo los servicios de un gerente residente en Porthmadog, con un pequeño ingreso durante los años de mayor declive. 
La ley original del Parlamento que permitía la construcción de la línea no preveía su cierre o abandono. Aunque la línea principal había dejado de funcionar, la compañía no pudo desmantelar el ferrocarril, por lo que la vía y la infraestructura se quedaron en su sitio. Se podría haber promovido una ley de enmienda del Parlamento para derogar la anterior, pero la Compañía no tenía dinero para hacerlo. Sin embargo, sin mantenimiento, la línea pronto se volvió demasiado grande e inutilizable.

### Restauración
A partir de 1949, varios grupos de entusiastas del ferrocarril intentaron revitalizar el la línea. En 1951, un grupo de amigos se asoció con el entusiasta ferroviario Alan Pegler para comprar y liquidar la deuda pendiente del abandonado Ferrocarril de Ffestiniog, para permitir su compra. Con 3000 libras prestadas por su padre, Pegler y los voluntarios obtuvieron el control de la empresa el 24 de junio de 1954. Se le nombró primer presidente de la nueva compañía, con el objetivo de operar el ferrocarril como una atracción turística y restaurar gradualmente la línea para que pudiera funcionar. Más adelante, liberó el control completo de la compañía (sin ninguna ganancia financiera personal) a nombre del Ffestiniog Railway Trust, que aún posee y administra el ferrocarril hoy en día.
La restauración del ferrocarril completo fue perjudicada por la decisión de la Junta Central de Generación de Electricidad (CEGB) en 1954 de construir el Sistema de Bombeo y Almacenamiento de Ffestiniog, incluida la creación de la presa de Tanygrisiau (Llyn Ystradau), que inundó parte del extremo norte de la línea. La empresa ferroviaria de Festiniog pudo obtener una compensación en 1972, pero solo después de una larga batalla legal que duró dieciocho años y dos meses. Dos años después, como resultado del caso, el Parlamento Británico aprobó la Ley de Compensación de Tierras de 1973. 
El 18 de agosto de 1954, antes de comenzar la restauración, en una inspección, la primera de otras muchas, el coronel McMullen del Ministerio de Transporte, Inspección de Ferrocarriles, acompañado por Pegler, varios directores y otros amigos, recorrió la línea a pie desde Blaenau Ffestiniog a Porthmadog. El trabajo de restauración comenzó el 20 de septiembre de 1954, cuando Morris Jones, el organizador de los capataces que había trabajado por última vez para el ferrocarril en marzo de 1947, se unió al personal para completar la reconstrucción de la locomotora 'Prince', a la que se había comprometido cuando se cerraron los talleres. Se unió a los talleres de Boston Lodge con dos voluntarios, Bill Harvey y Allan Garraway. La finalización de sesenta años de servicio de Robert Evans (durante casi 25 años como Gerente) seprodujo el 6 de noviembre de 1954, y se fletó un tren especial (con dificultades) desde Minffordd a Porthmadog para celebrar la ocasión y homenajear al Sr. Evans, su esposa, a Alan Pegler (presidente de la compañía) y a los invitados en camino a una ceremonia de presentación del reloj. El Sr. Evans continuó en el servicio como Gerente hasta su retiro el 1 de junio de 1955, cuando Allan Garraway lo sustituyó. 
El primer tren público de pasajeros de Porthmadog a Boston Lodge funcionó el 23 de julio de 1955. La locomotora "Prince" regresó al servicio el 3 de agosto de 1955, y tras una serie de reparaciones a fondo de la caldera, la "Taliesin", la última de las máquinas articuladas Fairlie del Festiniog, regresó al servicio el 4 de septiembre de 1956. El servicio de pasajeros se extendió a Minffordd el 19 de mayo de 1956, a Penrhyn el 5 de junio de 1957 y a Tan-y-Bwlch el 5 de abril de 1958. El aumento del tráfico supuso una considerable carga para las antiguas vías, habiéndose reabierto más de 7 millas (11 km) en cuatro años. Después de la extensión a Dduallt el 6 de abril de 1968, se produjo un largo período de consolidación, restauración del material rodante y renovación de la vía. La extensión a Dduallt se celebró el 28 de mayo de 1968 con la reintroducción del Servicio de Cartas Ferroviarias de Ffestiniog. 

### La derivación de Llyn Ystradau

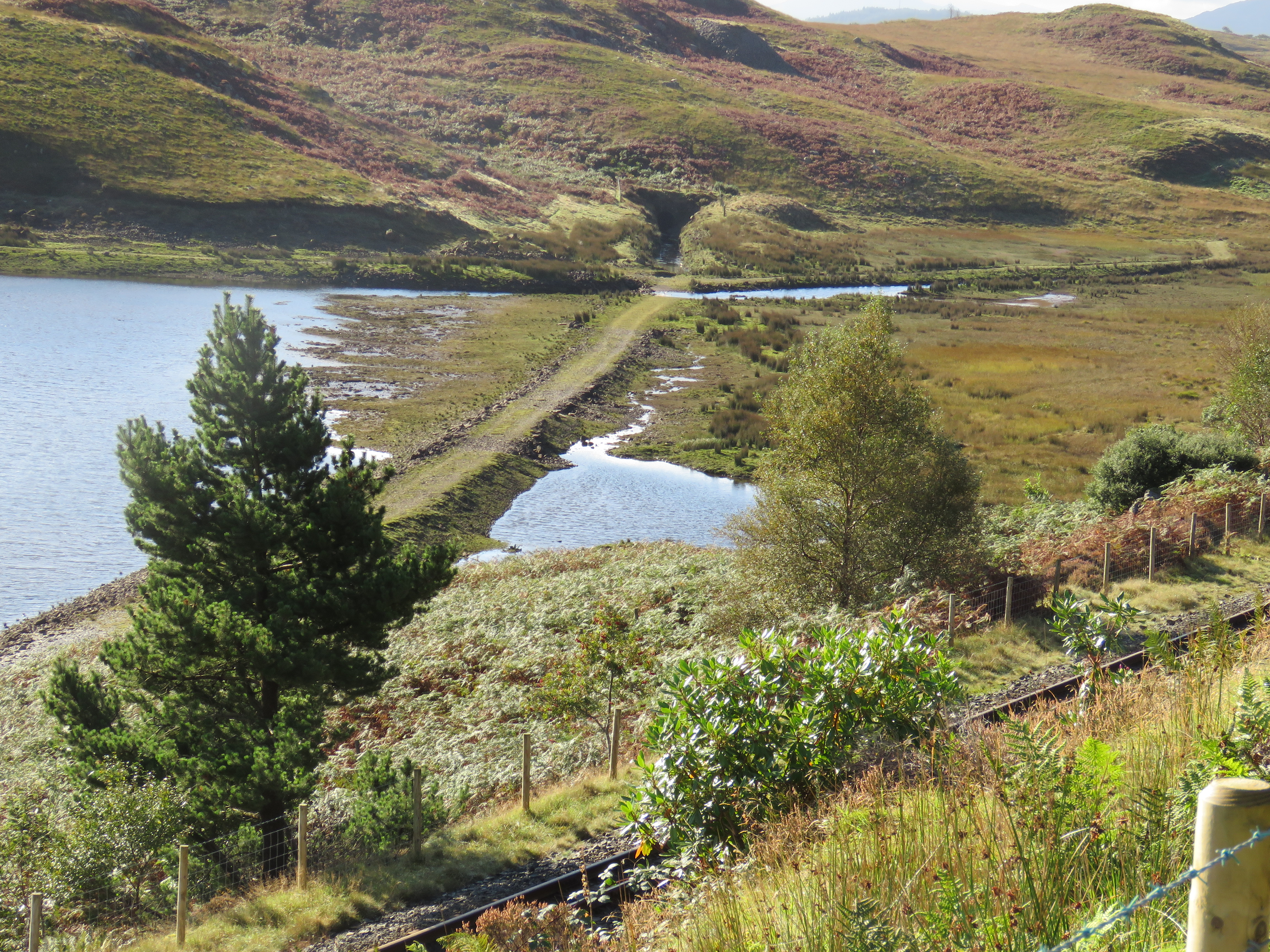
La antigua ruta del Ferrocarril de Ffestiniog hacia el emboquille norte del primer túnel de Moelwyn, que quedó bloqueada permanentemente con un tapón de hormigón y bloques de piedra durante la finalización de la presa de Tanygrisiau a fines de la década de 1950 / principios de la década de 1960. El nuevo trazado aparece en primer plano

Entre 1965 y 1978 se construyó la derivación del Ferrocarril de Ffestiniog, un desvío de 2+1/2 de milla (4 km) entre Dduallt y Tanygrisiau para evitar la central hidroeléctrica de Ffestiniog y su presa (Llyn Ystradau). El nuevo trazado fue construido principalmente por voluntarios. En el extremo sur se encuentra la espectacular formación en espiral de Dduallt (única en un ferrocarril público en el Reino Unido). Incluye un puente (construido en su totalidad por voluntarios, y que permite ganar 35 pies (10,7 m) de altura en una 1 milla (1,6 km)) y un nuevo túnel) para despejar el lecho inundado al norte del antiguo túnel de Moelwyn. Entre Dduallt y el antiguo túnel, partes del antiguo trazado se puede ver claramente debajo de la nueva ruta. 

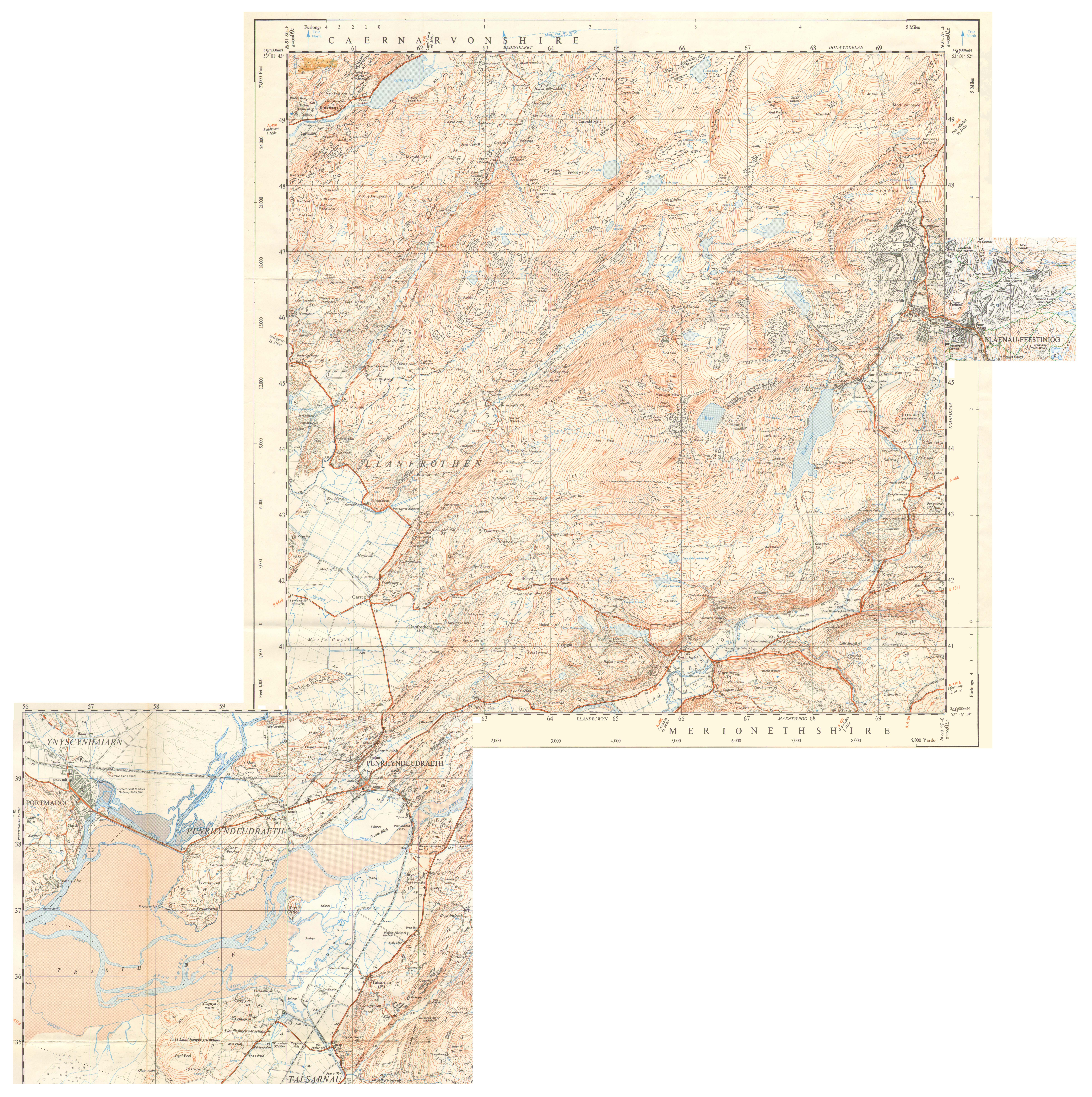
Mapa compuesto 1/25.000 que muestra el ferrocarril de Ffestiniog alrededor de 1953, después de que la construcción del embalse de Llyn Ystradau inundó una sección de la ruta, pero antes de que se construyera el desvío para desplazar el ferrocarril a la orilla oeste del embalse

Se construyó un nuevo túnel de 310 yardas (283,5 m) entre 1975 y 1977 por tres ingenieros de la minería del estaño de Cornualles con un pequeño equipo de empleados. Tuvo que ser perforado con explosivos a través de un espolón de granito de la montaña Moelwyn. La planta de la obra del túnel incluía equipos de trituración y explanación de roca, que producían balasto y otros materiales para su uso en el ferrocarril. Antes de abrirse al tráfico, el nuevo túnel tuvo que ser revestido en toda su longitud con cemento líquido reforzado con malla de acero, en un proceso denominado granallado. 
Desde el 26 de mayo de 1975, y durante dos veranos, un servicio con un tren reversible, oficialmente llamado The Shuttle, impulsado por la locomotora diésel Moel Hebog con el coche 110, circulaba desde Dduallt a Gelliwiog, para permitir a los turistas probar la ruta del desvío antes de que el nuevo Túnel de Moelwyn se abriera. 
Al norte del nuevo túnel ha quedado un largo tramo de vía a lo largo de la orilla oeste del nuevo embalse. El 25 de junio de 1977, los trenes de pasajeros de longitud completa circularon por primera vez desde Dduallt a través del nuevo túnel hasta una terminal temporal ahora desmantelada conocida como 'Llyn Ystradau'. Esa estación estaba junto al embalse de Tanygrisiau pero, debido a que se hallaba en terrenos de la Junta Central de Generación de Electricidad sin acceso público, los pasajeros no pueden salir de la estación más que en tren. 
La sección restante incluía algunos trabajos de ingeniería especializados en su cumbre (668 pies (204 m)) donde la nueva línea pasa sobre las tuberías de la central eléctrica. Más adelante se localizan dos cruces de carreteras públicas con señalización automática, en la única pendiente descendente del desvío, para volver a unirse a la ruta anterior en la estación de Tanygrisiau (640 pies (195 m)), que fue reabierta el 24 de junio de 1978. 
El grupo en gran parte de voluntarios que construyó el desvío se llamó oficialmente Grupo de Ingeniería Civil, pero sus miembros eran conocidos popularmente (y aún se recuerdan) como los Desviacionistas, que completaron una tarea enorme durante 13 años.

### Proyecto Blaenau

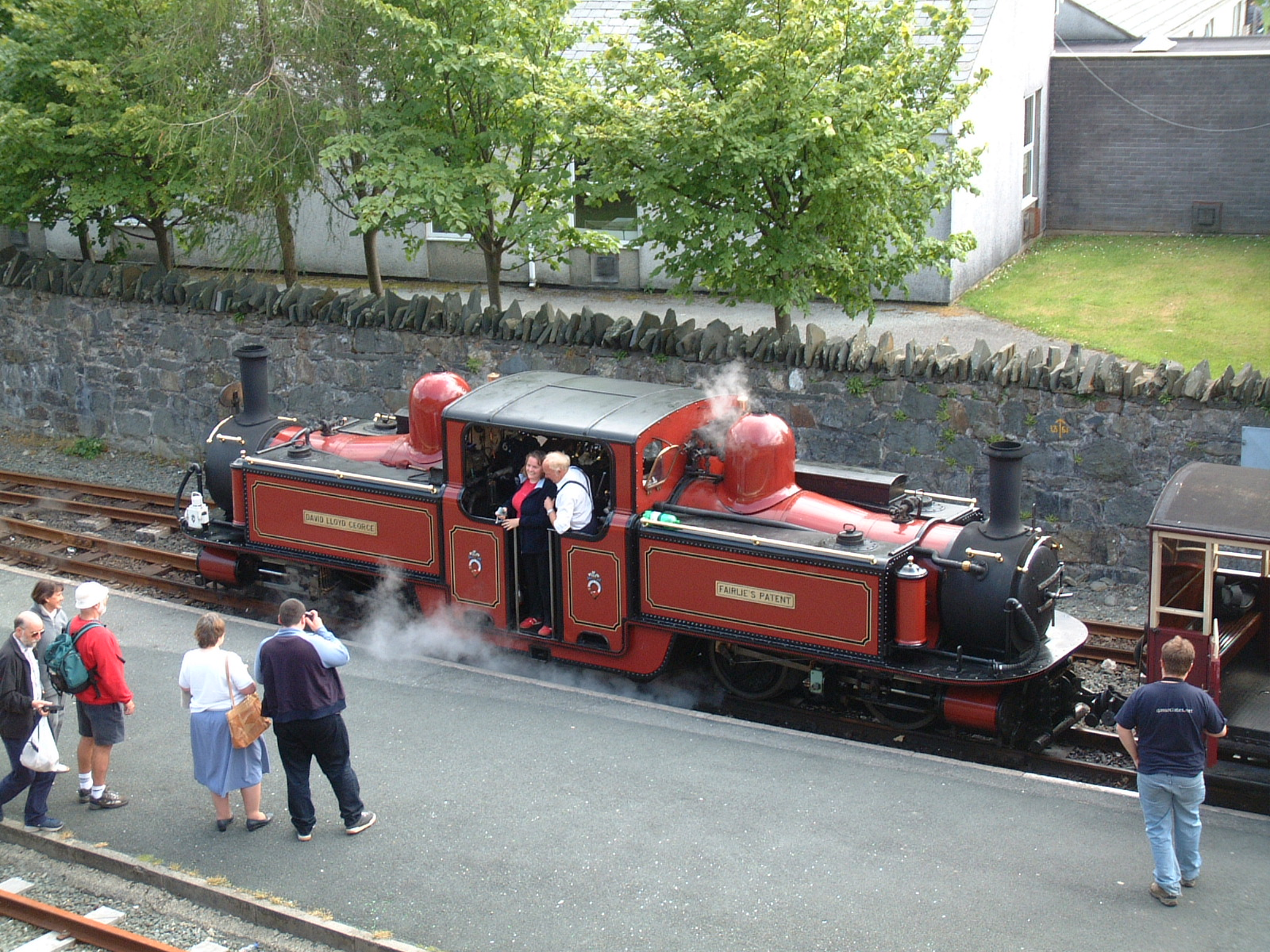
La locomotora Fairlie doble David Lloyd George en la estación de Blaenau de Ffestiniog

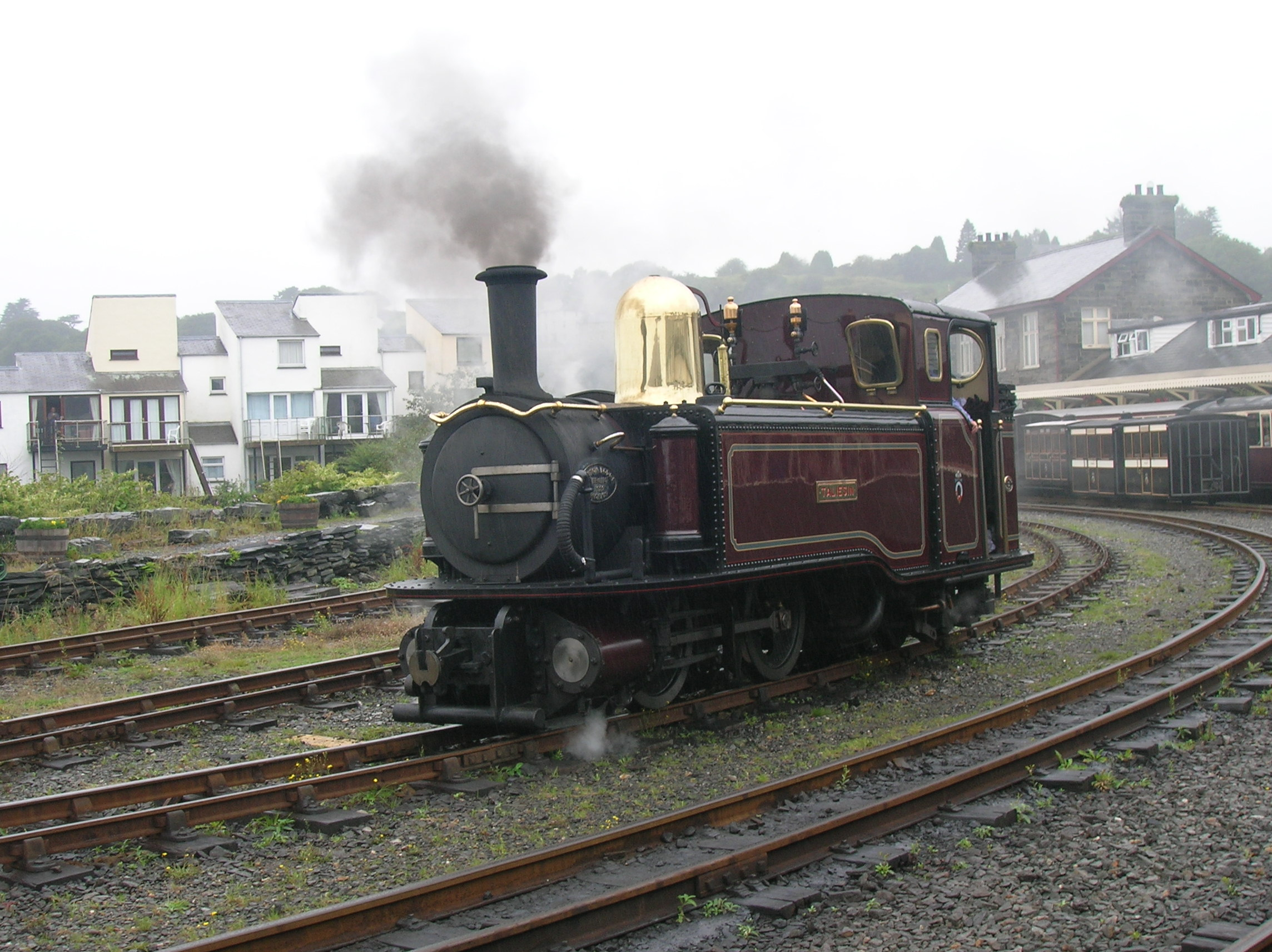
Locomotora de vapor Taliesin en Porthmadog

La finalización del ferrocarril hasta Tanygrisiau (altura 640 pies (195 m)) dejó al ferrocarril con tan solo 1,5 millas (2,4 km) para alcanzar su destino en Blaenau (altura 710 pies (216 m)) pero la complejidad de reconstruir esta sección urbana única, pero bastante abandonada, del ferrocarril de vía estrecha requirió otros cuatro años. La mayor parte del trabajo, como el desvío, fue realizada por voluntarios que, en muchos casos, asumieron la responsabilidad total del diseño y la ejecución de proyectos concretos, cada uno bajo un líder voluntario del proyecto. Había cuatro puentes obsoletos, que necesitaban ser demolidos y reconstruidos con gálibos más amplios. El decrépito puente de acero a través de Afon Barlwyd requirió un reemplazo total, con vigas de madera (Karri) utilizando los pilares y pilares originales. La nueva cubierta está formada por viejos rieles. Muros y cercas en todo el lugar tuvieron que ser reparados o reemplazados. Estas y muchas otras tareas variadas formaron el Proyecto Blaenau. 
Una tarea importante cerca de Tanygrisiau fue responsabilidad del Consejo del Condado de Gwynedd, que en algún momento después de 1955 aprovechó la ausencia de trenes para demoler lo que probablemente era la carretera más baja de Gran Bretaña por debajo de un puente de ferrocarril. A principios de 1980, por lo tanto, reemplazaron el puente Dolrhedyn e incluso lograron darle unos centímetros adicionales de altura libre para vehículos de carretera. 
Se emplearon contratistas de ingeniería civil en conjunto con British Rail y el Consejo del Condado de Gwynedd para la nueva ruta con sus puentes y obras viales y la nueva estación conjunta en el antiguo emplazamiento de la estación del Great Western Railway. British Rail comenzó a usar la nueva estación el 22 de marzo de 1982. Los trenes de Ffestiniog regresaron a Blaenau el martes 25 de mayo de 1982, marcando así el 150 aniversario del consentimiento real de la Ley de Ferrocarriles de Festiniog de 1832. La nueva estación conjunta con British Rail en Blaenau Ffestiniog fue inaugurada oficialmente el 30 de abril de 1983 por George Thomas, presidente de la Cámara de los Comunes, quien desveló una placa que registra su visita. 
Con el gran proyecto de restauración de la vía a Blaenau finalmente completado, la atención podría centrarse en otros asuntos. Se construyeron o restauraron más locomotoras Fairlie y se fabricaron nuevos vagones. En Minffordd, se construyó un nuevo albergue para voluntarios que apoyaban al personal permanente trabajando en todos los departamentos del ferrocarril. Las estaciones recibieron nuevos edificios, toldos y plataformas, a menudo reemplazando las estructuras temporales anteriores y mejorando la imagen del ferrocarril para el futuro. 
Después de reabrir por completo en 1982 y transportar 200.000 pasajeros anualmente, el ferrocarril se convirtió en la segunda atracción turística más grande de Gales después del Castillo de Caernarfon. Muchos vieron esto como el resultado del impulso y la capacidad de Pegler de inspirar a otros con su entusiasmo insaciable para cumplir su sueño. Pegler, que permaneció como presidente completamente involucrado con el ferrocarril hasta su muerte en 2012, fue nombrado OBE (miembro de la Orden del Imperio Británjco) en los honores de año nuevo de 2006 en reconocimiento a su contribución.

### Ferrocarril de las Tierras Altas de Gales
En 1988, la Compañía del Ferrocarril de Festiniog estuvo involucrada en un controvertido plan para detener la reconstrucción del vecino Ferrocarril de las Tierras Altas de Gales (FTAG), ya que le preocupaba el efecto de la competencia de un ferrocarril histórico tan cercano podría tener en su negocio. El plan inicial habría involucrado a la Compañía del Festiniog comprando la plataforma de la vía original del Tierras Altas al receptor de la antigua compañía para entregárselo al Consejo del Condado de Gwynedd, pero siempre que no se permitieran desarrollos relacionados con el ferrocarril en esos terrenos. Esto fue recibido con consternación por la Compañía del Ferrocarril de las Tierras Altas de Gales (refundada en 1964), que había estado tratando de preservar la línea desde la década de 1960. 
Esta acción pudo haber retrasado el inicio de la reconstrucción del Ferrocarril de las Tierras Altas de Gales, aunque el plan alternativo dependía de la cooperación continua del Consejo del Condado de Gwynedd para garantizar que los terrenos del ferrocarril se utilizara únicamente para fines ferroviarios. Esto no estaba garantizado, ya que la presión de varios grupos que se opusieron a la reconstrucción del ferrocarril era significativa y la intención declarada del consejo era solicitar una orden de abandono para obtener el suelo de las vías, lo que lo habría dejado desprotegido para su incautación por posesión adversa ('derechos de los ocupantes ilegales') por parte de los agricultores, y para su uso de otras formas. A lo largo de los años, la presencia de planes para construir senderos y caminos había dificultado cualquier iniciativa encaminada a rehabilitar la línea. 
Esto llevó a un grupo a formar la asociación 'Trackbed Consolidation Limited' (TCL), que después de un trabajo detectivesco, logró encontrar y adquirir acciones y obligaciones de la compañía original del Tierras Altas, y se convencieron de que había un plan alternativo, uno en el que la antigua compañía podría salir de la quiebra. Originalmente, la intención de la TCL era ofrecer los derechos del suelo a la compañía del Tierras Altas refundada en 1964 para reconstruir la línea, pero esta rechazó la oferta. 
TCL se introdujo en la Compañía del Festiniog, y decidió que las metas y objetivos eran similares, y por lo tanto, desde 1988, la compañía ha estado totalmente comprometida con la reapertura del Ferrocarril de las Tierras Altas de Gales. Todas las acciones/obligaciones propiedad de TCL se transfirieron al Festiniog, con la condición de que fueran devueltas si no se construía el ferrocarril. 
Los siguientes años estuvieron marcados por los prolongados procedimientos legales, antes de que los activos de la antigua compañía pudieran transferirse y antes de que se otorgara el consentimiento final para reconstruir el ferrocarril. El primer tramo de Caernarfon a Dinas, el ferrocarril ligero de Caernarfon, fue abierto y operado por el Festiniog desde el 11 de octubre de 1997. Esta sección no fue obstaculizada por estos interminables procedimientos legales, y se construyó mediante una Encomienda de Ferrocarril Ligero, ya que no era parte de la ruta original del Ferrocarril de las Tierras Altas de Gales. El suelo de la estación de Dinas había sido vendido, y por lo tanto, no formaba parte de los activos de la antigua empresa del Tierras Altas. De acuerdo con una Orden de Transporte y Obras, se permitió la restauración de Waunfawr en 2000 y de Rhyd Ddu en 2003. Hafod y Llyn fueron conectadas en 2009 y Pont Croesor en 2010. Ese mismo año, las vías de ambos ferrocarriles se habían vuelto a conectar en la estación de Harbour, enlazando Caernarfon con Porthmadog. Los servicios de pasajeros comenzaron en 2011. 
El Ferrocarril de las Tierras Altas de Gales completo o Rheilffordd Eryri (su nombre galés) comprende partes del antiguo Ferrocarril de Londres y del Noroeste (1867), de los Ferrocarriles de Vía Estrecha del Norte de Gales (1877-1881), del Ferrocarril de Portmadoc, Beddgelert y Snowdon Sur y del Ferrocarril de las Tierras Altas de Gales (1922-3). El Festiniog también se conectó con el Tierras Altas en la estación Pen-y-Mount, al norte de Porthmadog. 

### Rieles
Los rieles aumentaron de peso a medida que el tráfico fue evolucionando.
- 16 libras por yarda (7,9 kg/m): Rieles originales para trabajar con caballos
- 30 libras por yarda (14,9 kg/m): Rieles para el funcionamiento inicial de la locomotora de vapor, que resultaron demasiado ligeros
- 48,66 libras por yarda (24,1 kg/m): Rieles posteriores más adecuados para las máquinas de vapor

## Turismo y patrimonio
Una de las primeras referencias al turismo se encuentra en la Guía turística del Ferrocarril de Londres y del Noroeste de 1876, que ilustró su información sobre el Ferrocarril de Ffestiniog con un dibujo de una dama con el vestido nacional galés (todavía muy usado localmente) que viajaba en el tren de vuelta (ya que se ven muchos vagones de pizarra vacíos, con dos guardafrenos de pie, que estaban situados en la parte trasera), rotulada con el título "En el ferrocarril de Ffestiniog". La guía utilizaba la grafía "doble F" en todo momento. Sin embargo, fue en los años de entreguerras de 1919 a 1939 cuando el turismo, aunque siempre había sido valorado, adquirió una gran importancia. 
Desde que comenzó la restauración en 1954, el turismo ha sido la única fuente importante de ingresos del ferrocarril. El papel del Ferrocarril Ffestiniog en la promoción y el fomento del turismo y en la preservación del patrimonio ferroviario se ha reconocido muchas veces, y las menciones notables han incluido: 
- 1964: Certificado de la Junta de Turismo de Gales por un servicio destacado al turismo galés.[20]
- 1972: La Junta de Turismo de Gales cita al Festiniog como el quinto lugar turístico más popular de Gales, después del Castillo de Caernarfon, las Cataratas de Swallow, el Museo Nacional de Gales en Cardiff y el Castillo de Conwy.[21]
- 1979: Uno de los únicos seis sitios en Gales que recibió el Premio del Jubileo de Oro de la Autoridad de Turismo Británica.[22]
- 1987: Ganador absoluto del premio Independent Railway of the Year.[23]
- 2004: El "Talking Train" (una audioguía interna) fue galardonado con el Premio 'interpretación' de la Heritage Railway Association.[24]

El reconocimiento de la importancia del ferrocarril para el turismo y el patrimonio ha estado cada vez más marcado por el apoyo financiero brindada a la empresa. Antes de septiembre de 1987, el Festinoig había recibido 1.273.127 libras en donaciones.
Las principales subvenciones recibidas posteriormente han sido: en 1989 una subvención de 430.000 libras (1 138 112 libras en 2021),  principalmente de la Comunidad Económica Europea (Programa Nacional de Interés Comunitario para la promoción del turismo en Dyfed, Gwynedd y Powys); en 1995 una subvención de 500.000 libras (1 022 565 libras en 2021),  para promover el trabajo en Blaenau Ffestiniog
y en 1998 una subvención de la Heritage Lottery Fund de 375.000 libras (702 004 libras en 2021),  para la construcción de talleres con el fin de facilitar la restauración de vehículos históricos.
Hoy en día, el ferrocarril se promociona como uno de los Grandes Pequeños Trenes de Gales, una plataforma de comercialización conjunta lanzada en 1970, que abarca diez ferrocarriles de vía estrecha del país, situados principalmente en el norte y el centro de Gales.

## Material rodante

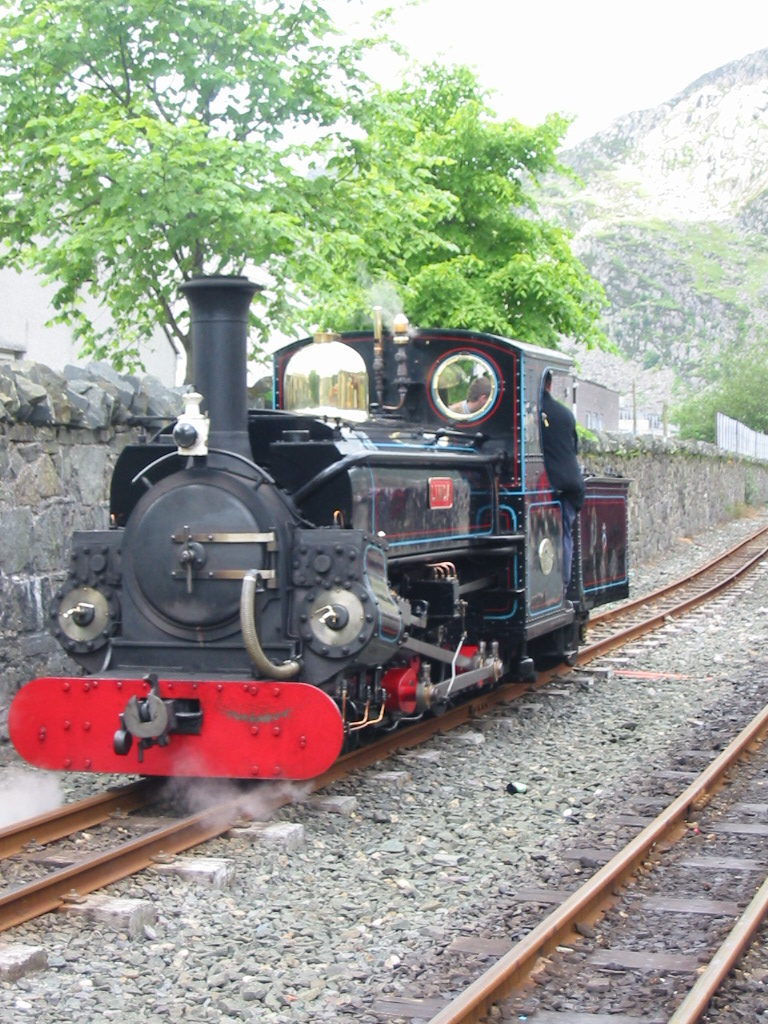
Linda, una de las locomotoras de vapor del ferrocarril Ffestiniog

## Estaciones y apeaderos
En Porthmadog, la línea original pasaba a través de las calles y cruzaba el puente Britannia desde la terminal construida en 1836, situada en el extremo más septentrional del muelle de la Compañía de Pizarra de Gales, donde comenzaba oficialmente el ferrocarril. Este fue el segundo punto de referencia para todos los cálculos de kilometraje anteriores a 1954 (el primero estuvo en Blaenau Ffestiniog). La línea sobre el puente también conectaba con los tranvías de Gorseddau y Croesor y luego fue utilizada por los trenes de pasajeros del Ferrocarril de las Tierras Altas de Gales de 1923 a 1936. La línea sobre el puente se utilizó por última vez en 1958 y luego se desmanteló. Fue reabierto como parte del Tierras Altas en 2011. 

### "The Cob"
Entre la estación de Porthmadog Harbour y Boston Lodge, el ferrocarril pasa por Cob, el dique del pólder Traeth Mawr, construido entre 1807 y 1811 por William Madocks. Además de su función para ganar tierras al mar, junto con las compuertas del puente Britannia, también sirve como una carretera (que desde 1836 ha estado en un nivel inferior en el lado tierra) y como un puente que cruza el Afon Glaslyn. Se cobraba peaje en Boston Lodge hasta 2003, cuando los derechos fueron adquiridos por la Asamblea Nacional de Gales. La sección más alta y original del dique lleva, además del ferrocarril, un camino público prácticamente a lo largo de toda su longitud. No hay cercas entre el camino y el ferrocarril, porque el ferrocarril no posee la parte superior del dique, sino que utiliza un sector del mismo amparado en una ley de 1821.

## Canteras servidas por el ferrocarril
El Ferrocarril de Ffestiniog fue construido principalmente para conectar las canteras de pizarra en las montañas alrededor de lo que ahora es Blaenau Ffestiniog con el puerto de Porthmadog. En total, al menos 23 canteras estaban conectadas directa o indirectamente al ferrocarril, a menudo por rampas con tracción por cable. Enviaban sus productos terminados en vagones de pizarra para ser transferidos a los barcos, o más adelante, al ferrocarril de ancho estándar en Minfordd. 

## Operación de trenes desde 1955

### Infraestructura
A medida que se extendía la línea, se pusieron en funcionamiento apartaderos para el cruce de trenes en Minffordd, Penrhyn y Tan-y-Bwlch. Debido a las restricciones a la longitud de los trenes que se podían cruzar en Penrhyn, se abrió Rhiw Goch el 14 de mayo de 1975. El apartadero de Penrhyn permaneció en servicio durante varios años más antes de cerrarse definitivamente. A finales de la década de 1970, los apartaderos de cruce estaban situados en Minffordd, Rhiw Goch, Tan-y-Bwlch y Dduallt. Se prestaba un servicio intensivo en las temporadas altas de verano (aunque había "espacios" vacíos en el horario que podrían ser utilizados por los trenes de trabajo). Desde principios de la década de 1980, el horario punta de verano tenía tres trenes en funcionamiento simultáneamente, generalmente cruzándose en Rhiw Goch y Dduallt. 
La señalización automática se instaló en Tan-y-Bwlch en 1986. Para la temporada de 1988, en parte debido a los desafíos en el mantenimiento de los puntos finales superiores en Dduallt y la automatización planificada de Minffordd, los apartaderos de Dduallt y Rhiw Goch habían sido puestos fuera de servicio para cruzar trenes. A finales de mayo de 1988, Dduallt dejó de ser una estación de línea y el apartadero de Dduallt quedó fuera de servicio por completo y se convirtió en una vía muerta. Rhiw Goch dejó de usarse excepto en ocasiones excepcionales y se dejó de utilizar como medio para cruzar trenes de pasajeros en 1989. Se retiraron las señales indicadoras, aunque el apartadero aún podía usarse como refugio para los trenes de trabajo. Minffordd y Tan-y-Bwlch, por lo tanto, se convirtieron en los puntos de cruce habituales, ambos automatizados. 
A finales de la década de 1990, Rhiw Goch fue puesto en servicio nuevamente como un apartadero de cruce provisional. Desde la temporada 2005, la caja de control de desvíos ha sido utilizada regularmente durante el verano para proporcionar flexibilidad operativa adicional. En 2006, se lanzó un llamamiento para obtener fondos con el fin de reemplazar la vieja caja de señales por un edificio de apariencia más tradicional. Una vez obtenidos los fondos, el trabajo se completó durante el cierre de la temporada 2006/7. 
Tanygrisiau se convirtió en apartadero de cruce, ya que había sido el término entre junio de 1978 y mayo de 1982. Este punto de cruce se eliminó cuando la línea se volvió a abrir a Blaenau Ffestiniog. A mediados de la década de 1990, se lanzó un proyecto para instalar un puesto de cruce totalmente señalizado. Se acometió como un proyecto de carácter voluntario, incluida la construcción de una caja de señales. Sin embargo, antes de la puesta en marcha, el proyecto fue abandonado en 2001. El trabajo de vía (aparte del revestimiento del apartadero ascendente) permaneció en suspenso. En junio de 2002, el puesto de cruce se utilizó una vez más para hacer circular los trenes como parte de la Gala de 2002 para celebrar el vigésimo aniversario de la restauración de los servicios a Blaenau Ffestiniog. Las antiguas señales de vía libre (postes, soportes y brazos) se recuperaron, y algunas están en uso en el Ferrocarril de la Isla de Man, mientras que otras se destinaron a señalizar de nuevo la estación de puerto. En 2004, con las nuevas señales de arranque de disco y los puntos de resorte instalados, Tanygrisiau se convirtió en un puesto de cruce por primera vez. 

### Control y regulación de trenes

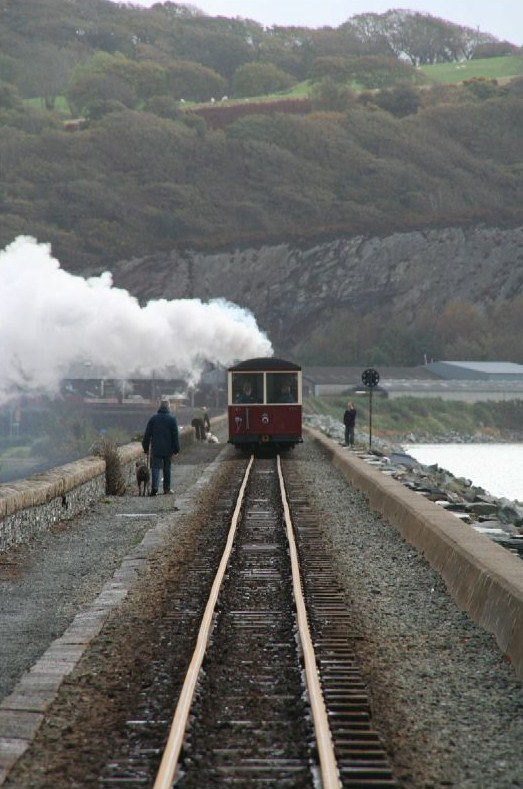
Un tren de Ffestiniog sale de Porthmadog y se dirige hacia Blaenau Ffestiniog por la coronación del dique denominado The Cob

El Ferrocarril de Ffestiniog funciona con un dispositivo de fichas eléctricas (ETS), utilizando una mezcla de equipos para trenes cortos y largos, bajo la supervisión general del controlador de servicio con sede en Porthmadog. 
La equipación para trenes cortos se sitúa en: 
- Porthmadog a Minffordd (Instrumento intermedio en Boston Lodge)
- Minffordd a Tanybwlch - Sección larga (Instrumento intermedio en Rhiw Goch)
- Tanybwlch a Tanygrisiau (Instrumento intermedio en Dduallt)
- Tanygrisiau a Blaenau Ffestiniog (Instrumento intermedio en Glan-y-Pwll)

La equipación para trenes largos se sitúa en:: 
- Minffordd a Rhiw Goch - Sección corta
- Rhiw Goch a Tanybwlch - Sección corta

El accionamiento de paso de la Sección Corta se pone en servicio abriendo la caja de señales de Rhiw Goch, con lo que se retiene el paso del tren de Minffordd a Tanybwlch cuando se pulsa una palanca. 
El equipo de señalización y ETS está diseñado principalmente para ser operado por la tripulación de los trenes. Para obtener el permiso necesario para que un tren acceda a una sección de vía única, se debe contactar con el Control. 
La Oficina de Control regula el funcionamiento del tren, dando permiso para que las circulaciones accedan a las secciones de vía única, registrando los movimientos del tren en un gráfico de posición, asegurando que los trenes estén formados por un número apropiado de vagones (dependiendo de las cargas de tren esperadas), actuando como el punto único de contacto en el raro caso de que ocurra un fallo con el material rodante, y para hacer anuncios en la estación de Porthmadog 
La Oficina de Control también es responsable de la Operación del Tren en el Ferrocarril de las Tierras Altas de Gales y también regula los trenes del Ferrocarril de las Tierras Altas de Gales Limited, incluida la coordinación con el señalizador ERTMS de Network Rail (en Shrewsbury) para dar paso al Tierras Altas cuando cruza la Línea de la Costa Cámbrica (de ancho estándar) entre Pont Croesor y Porthmadog. Este es posiblemente el único paso a nivel de una vía estrecha y otra estándar en el Reino Unido, una combinación entre la señalización del siglo XIX y los sistemas de señalización del siglo XXI. 